# Blue Banisters (canción)
«Blue Banisters» es una canción de la cantautora estadounidense Lana Del Rey. Fue lanzado el 22 de mayo de 2021 por Interscope Records y Polydor Records junto con «Text Book» y «Wildflower Wildfire» los sencillos principales conjuntos de su álbum Blue Banisters (2021). La canción fue escrita por Del Rey y Gabe Simon, el último de los cuales también produjo la canción.

## Antecedentes
Lana Del Rey anunció el lanzamiento de su octavo álbum de estudio, titulado Blue Banisters, el 28 de abril de 2021, con fecha de lanzamiento fijada para el 4 de julio de 2021. El 20 de mayo de 2021, Del Rey lanzó por sorpresa tres sencillos: «Blue Banisters», «Text Book» y «Wildflower Wildfire», como «buzz tracks en anticipación de su próximo octavo álbum de estudio».

## Composición
«Blue Banisters» es una balada contiene notas de piano acolchadas y ejecuciones vocales silenciosas. Está producido y escrito por Gabe Simon de la banda de rock indie Kopecky, quien también ha producido canciones para los cantantes Dua Lipa y Mxmtoon.

## Créditos
Créditos adaptados de Tidal.
- Lana Del Rey - escritora, voz, compositora
- Gabe Simon - escritor, productor, compositor, ingeniero, mezclador, órgano, piano
- Adam Ayan - ingeniero de masterización

## Historial de lanzamientos
| Región | Fecha              | Formato                    | Sello discográfico |
| ------ | ------------------ | -------------------------- | ------------------ |
| Varios | 20 de mayo de 2021 | Descarga digital streaming | Interscope         |